# Cneo Papirio Carbón (cónsul 113 a. C.)
Cneo o Gneo Papirio Carbón  (m. h. 112 a. C.) fue un político y militar romano que tomó parte en la guerra cimbria.

## Familia
Carbón fue miembro de los Papirios Carbones, una rama aristocrática de la gens Papiria. Fue probablemente hijo del pretor Cayo Papirio Carbón y hermano de Cayo Papirio Carbón, cónsul en el año 120 a. C., y Marco Papirio Carbón. Fue padre del líder popular Cneo Papirio Carbón, tres veces cónsul, y Cayo Papirio Carbón.

## Carrera pública
Cuando en 113 a. C. fue elegido cónsul, los cimbrios y teutones abandonaron sus tierras natales alrededor del mar Báltico y viajaron hacia el sureste, donde se encontraron con los escordiscos contra quienes lucharon. Tras obtener la victoria, siguieron avanzando hasta llegar al Danubio, en el Nórico, hogar de los tauriscios, y aliados de Roma. 
Incapaces de repeler a los nuevos invasores, los tauriscios solicitaron ayuda romana. Carbón respondió dirigiendo a sus legiones hacia Nórico, acampando cerca de Aquilea. Carbón ordenó que desocuparan las tierras de los tauriscios inmediatamente. Los cimbrios habían escuchado historias de la temible obstinación romana, por lo que, tras ver el tamaño del ejército y su fuerte posición defensiva, se conformaron. Sin embargo, Carbón no iba a permitir que los enemigos de Roma se escaparan (ni la oportunidad de obtener un triunfo). 
Envió guías para que escoltaran a los cimbrios y teutones de vuelta a la frontera; en realidad pensaba guiarlos hacia una emboscada que él mismo había preparado. Sin embargo, probablemente por medio de una traición de alguno de los guías, los germanos supieron del ardid que les estaba preparando el cónsul. Superando ampliamente en número de hombres al enemigo, y conocedores de la futura traición, los germanos actuaron en consecuencia y cayeron sobre el desprevenido ejército romano, quienes pasaron de llevar la iniciativa a ser sorprendidos por el numeroso enemigo bárbaro. Se sabe que la tormenta que cerró aquel día evitó la total destrucción de las fuerzas romanas, pues los germanos cesaron inmediatamente la persecución de las tropas romanas en desbandada, lo que permitió a estas reagruparse y huir con los restos de la impedimenta hacia la península itálica. Este atípico desenlace se produjo porque los germanos creían que los rayos y truenos de las tormentas se debían a la ira de sus dioses, lo cual era mucho más temido para ellos que el propio enemigo. Carbón huyó y fue deshonrado por el Senado, pero no se le envió siquiera al exilio. 
Fue acusado por Marco Antonio el Orador por razones desconocidas y se suicidó bebiendo una solución de vitriolo alrededor del año 112 a. C.